# Minh Tân, Bảo Yên
Minh Tân là một xã vùng III thuộc huyện Bảo Yên, tỉnh Lào Cai, Việt Nam.
Xã Minh Tân có diện tích 33,93 km², dân số năm 2017 là 2.760 người, mật độ dân số đạt 70 người/km².